# Skulpturenensemble Moltkeplatz Essen

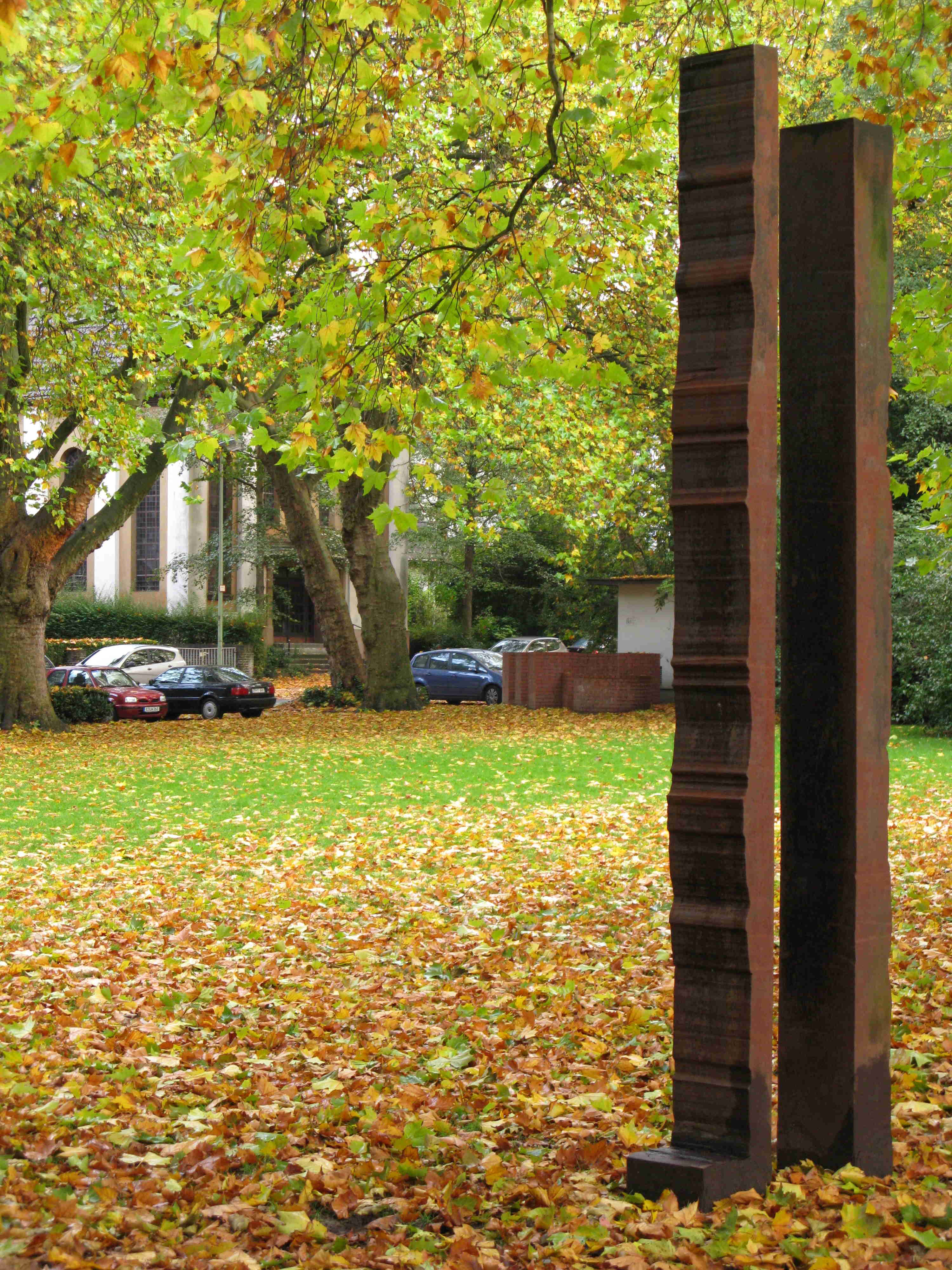
Moltkeplatz mit Paarweise von Ansgar Nierhoff

Das Skulpturenensemble Moltkeplatz Essen ist eine Skulpturensammlung im Moltkeviertel in Essen, Nordrhein-Westfalen.

## Geschichte
Ab 1982 wurde das Ensemble auf Initiative des Galeriebesitzers Jochen Krüper in Essen und von Uwe Rüth, dem vormaligen Direktor des Skulpturenmuseum Glaskasten und der Kunstsammlung in Marl, auf dem Moltkeplatz zusammengestellt. Nach dem Tod Jochen Krüpers im Jahr 2002 hat sich der von Anwohnern 2006 gegründete Verein Kunst am Moltkeplatz (KaM) im Rahmen von Patenverträgen zum Unterhalt und zur ggf. anfallenden Instandhaltung der Skulpturen verpflichtet. Seit dem Jahr der Kulturhauptstadt RUHR.2010 wird das Ensemble mit Wechselausstellungen im Rahmen des Projektes junge Kunst am Moltkeplatz des Vereins KaM ergänzt. Zur Geschichte seit 1982 siehe die unten angegebene Literatur.
Neben den ausgewählten Werken auf dem Moltkeplatz befinden sich im Moltkeviertel einige weitere Kunstwerke.

## Permanente Sammlung
- Heinz Breloh: Lebensgröße (1994)
- Christa Feuerberg: Ohne Titel – Bodenarbeit (1990, abgebaut 2011)
- Hannes Forster: Eine echte falsche Geschichte (1990) – gehört der Sammlung Grugapark[1]
- Gloria Friedmann: Denkmal (1990) – gehört der Sammlung Grugapark[1]
- Lutz Fritsch: Ein Stand (1990, Eigenschreibweise des Künstlers: EIN•STAND) – gehört der Sammlung Grugapark[1]
- Friedrich Gräsel: Hannover Tor (1978/81)
- Ansgar Nierhoff: Paarweise (1988)
- Ulrich Rückriem: Ohne Titel (1983)

Nachdem die Skulptur Lebensgröße des 2001 verstorbenen Künstlers Heinz Breloh 2013 nach dem Tod auch seiner Witwe Krimhild Becker entfernt worden war, schloss die Erbengemeinschaft Breloh im Januar 2016 einen neuen Vertrag mit der Stadt Essen. Mitte Februar 2016 wurde das Kunstwerk wieder an seinem angestammten Platz aufgestellt. Seit Oktober 2023 ist es – wie im Vertrag vorgesehen – von der Erbengemeinschaft temporär entliehen und vom Moltkeplatz entfernt.

## „Junge Kunst am Moltkeplatz“
Im etwa jährlichen Wechsel wird bei diesem Format jeweils einem/r jungen Künstler/in die Möglichkeit gegeben, ein Werk für den Moltkeplatz zu entwickeln und für ca. ein Jahr auszustellen.
- Christian Forsen: Nachhaltiger Vogel (2010)
- Leunora Salihu: Tube End (2010/11)
- Monika Stricker: I Know It Is A Metaphor (2012/13)
- Frank Bölter: HOrigamiUSE (2013)
- Konsortium: Korridor (2014/15)
- Martin Pfeifle: onda (2016/17)
- Phung-Tien Phan: Bankett Gruppe 2 (2018/19)
- Christian Odzuck: Atlanten (2020/21)
- Anys Reimann: Bernehain (2022/23)
- Emil Walde: Shelter (2024/25)

## Nahe gelegene Skulpturen
In unmittelbarer Nachbarschaft befinden sich nachfolgende Werke, die nicht Bestandteil des Skulpturenensembles auf dem Moltkeplatz sind:
- Horst Antes: Kopf 73 (1973) – Moltkestraße (entfernt 2021)
- Friedrich Gräsel: Ohne Titel (1974) – Manteuffelstraße 26
- Karl Ulrich Nuss: Figur – Semperstraße
- Jo Schöpfer: Stele – Moltkeplatz 7 (gegenüber der Skulpturenwiese)
- Katja Hayek: Außenarbeit Blaues Pigment – Moltkeplatz 7 (gegenüber der Skulpturenwiese)

## Fotogalerie Moltkeplatz

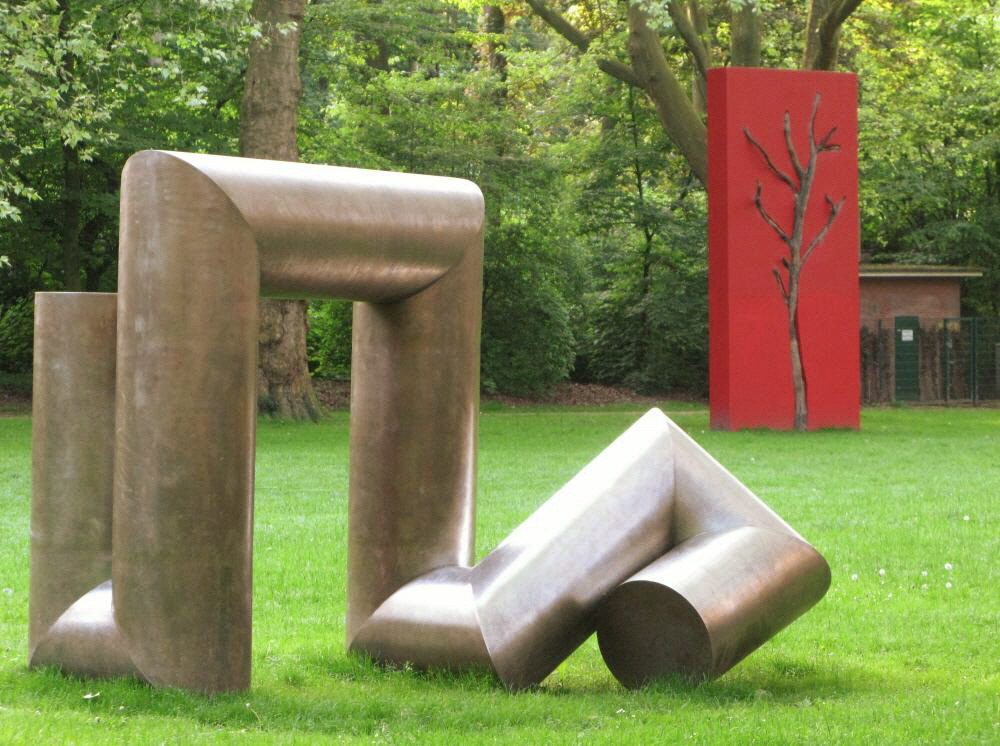
Hannover Tor und Denkmal
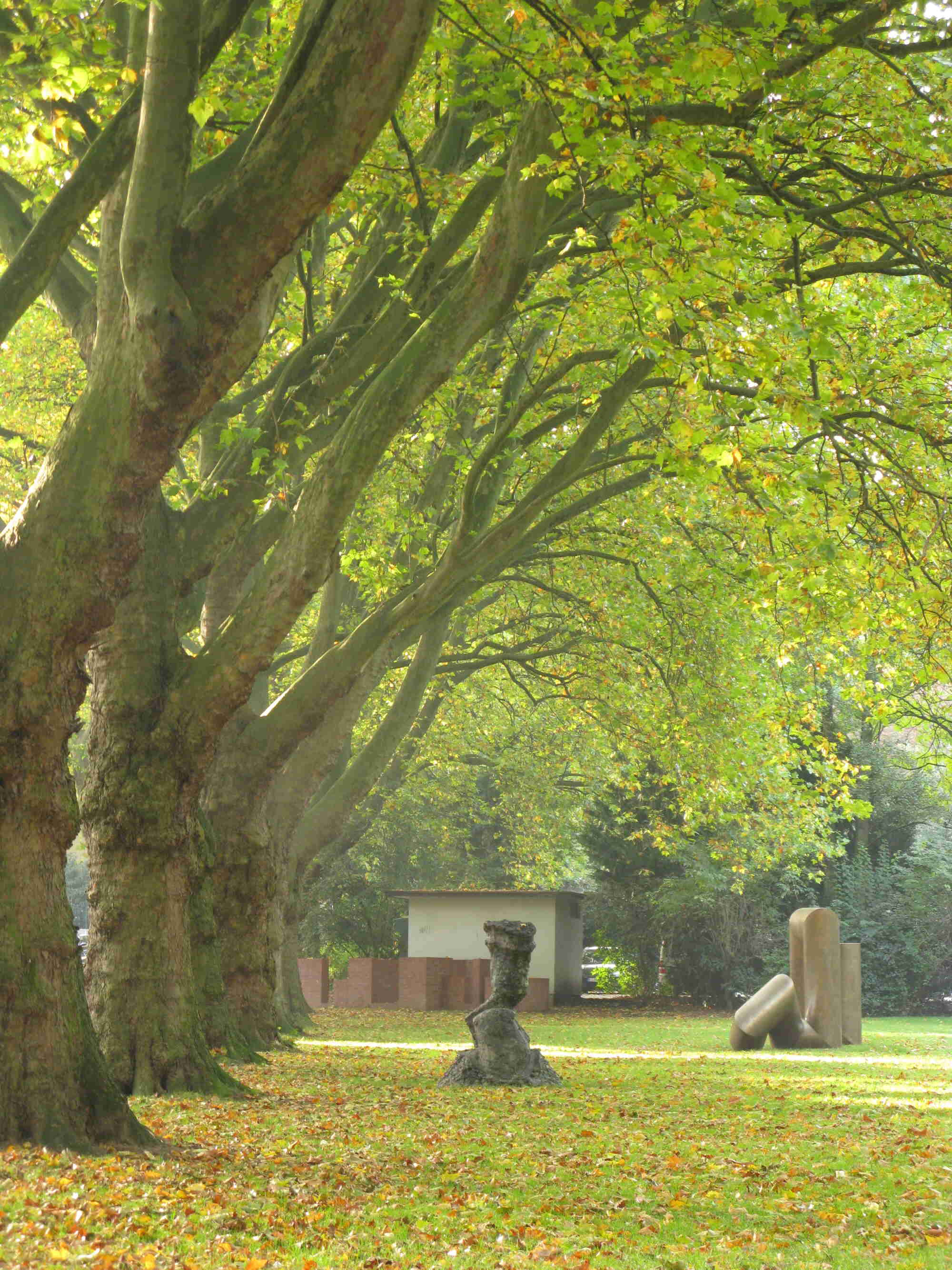
Lebensgröße, Hannover Tor und Eine echte falsche Geschichte
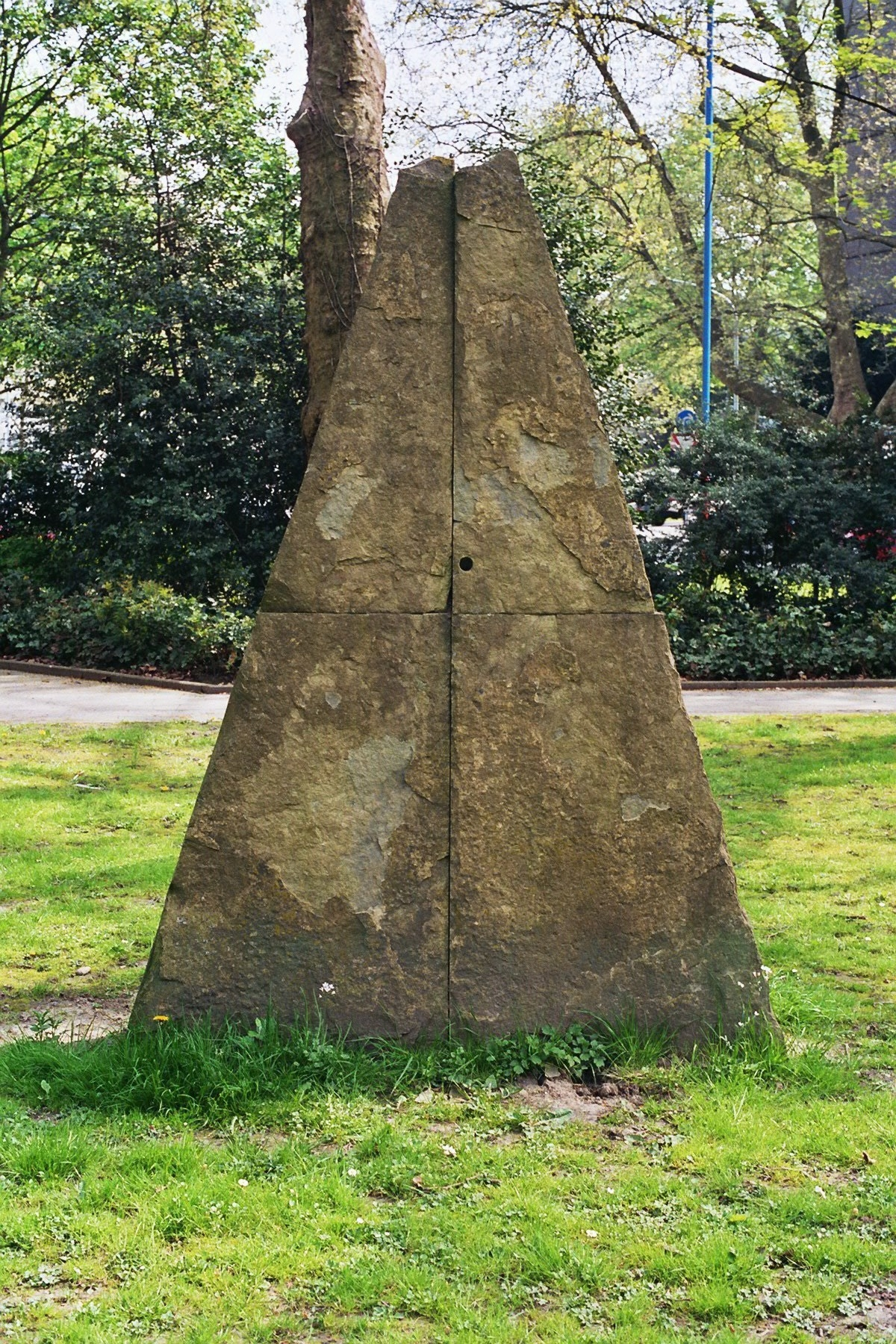
Ohne Titel von Ulrich Rückriem
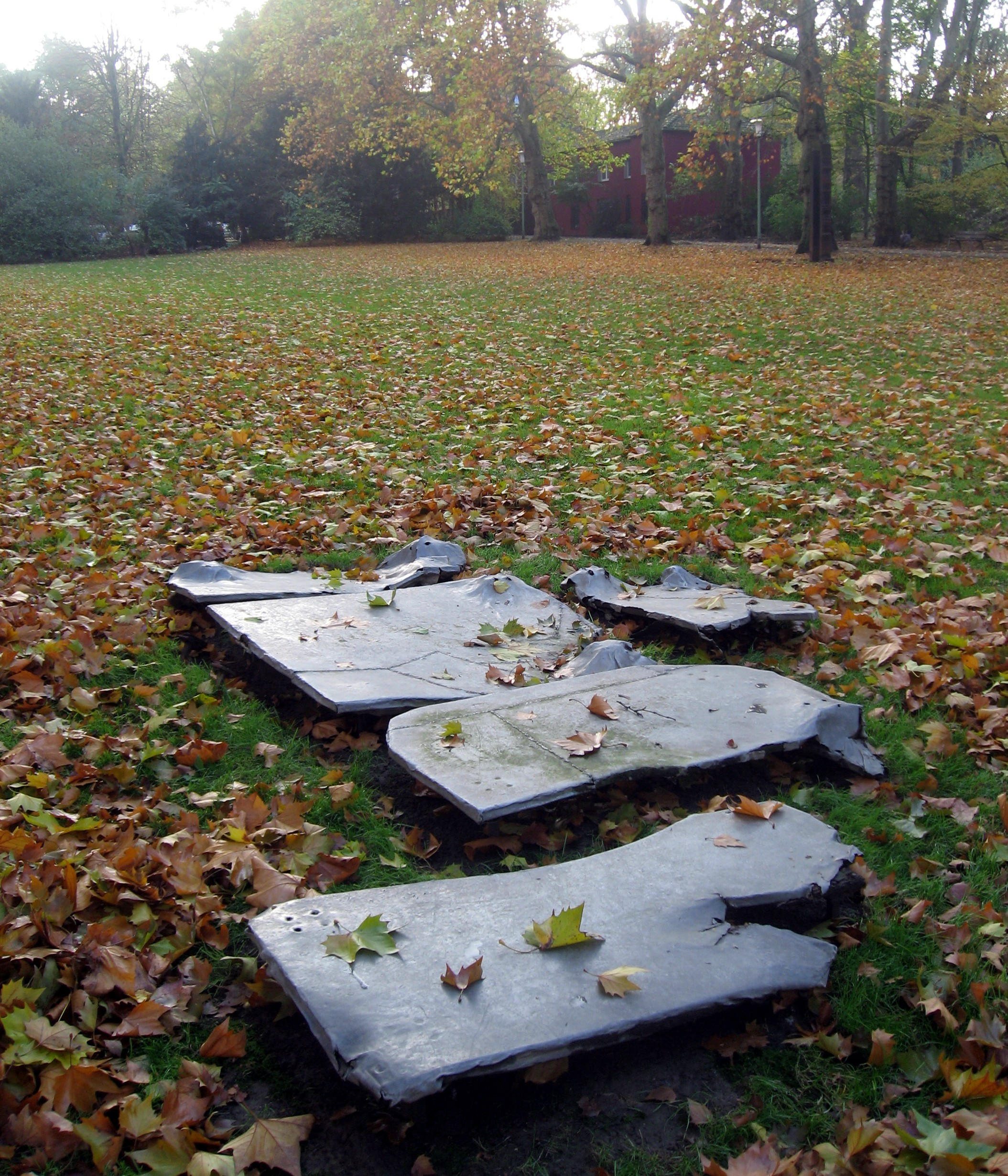
Ohne Titel von Christa Feuerberg (abgebaut 2011)
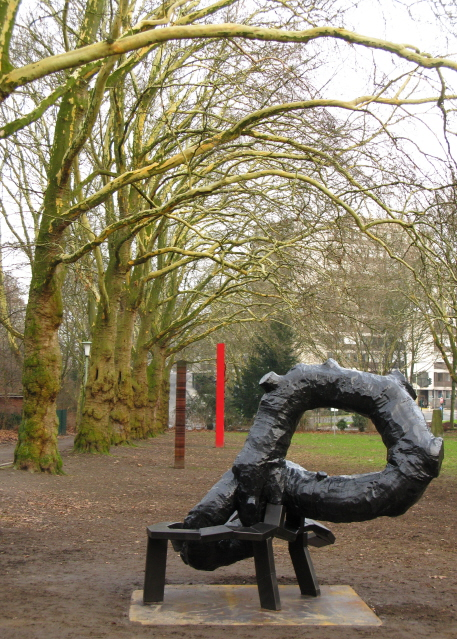
Nachhaltiger Vogel von Christian Forsen (temporär in 2010)
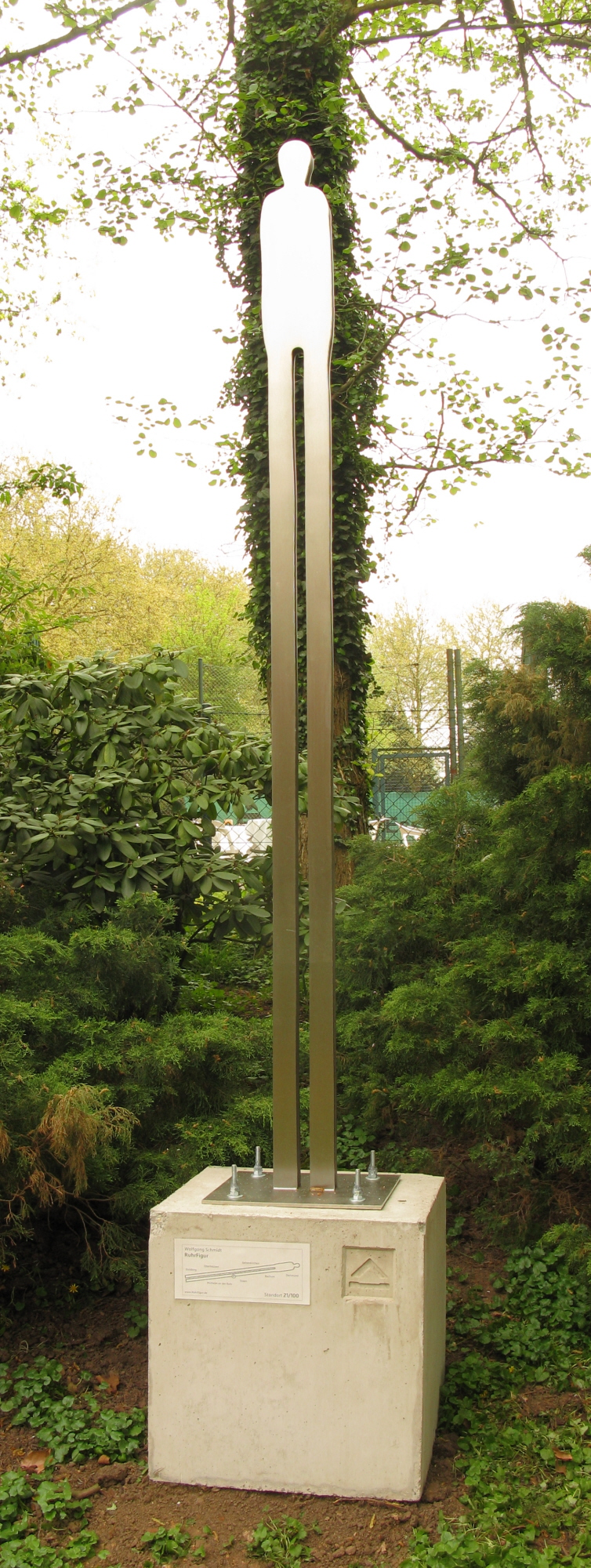
Ruhr Figur von Wolfgang Schmidt (temporär in 2010)
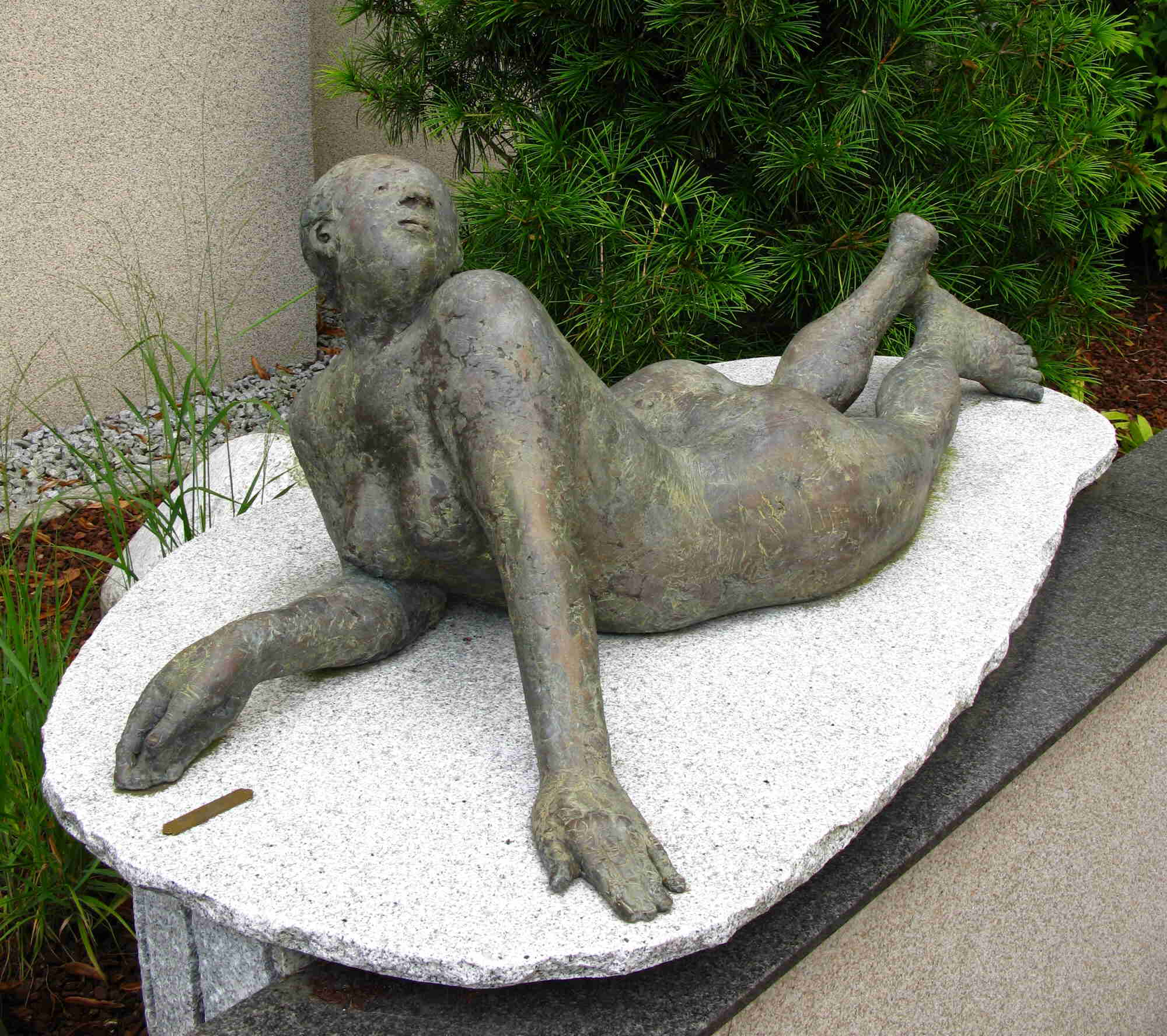
Figur von Karl Ulrich Nuss